# Novela social española
La Novela social española, también llamada Novela de los años cincuenta o realismo social, surge alrededor de los años 50 con el cambio de la estructura social que asienta en torno a las grandes ciudades desde las zonas rurales, creando zonas de marginación y miseria. Son un grupo de novelas aparecidas en los años cincuenta en España, que significan un cambio en la novelística de posguerra, cambio que se inicia con la publicación de cuatro novelas claves: La colmena de Camilo José Cela, La noria de Luis Romero, de 1951 ambas, El camino de Miguel Delibes y Las últimas horas de José Suárez Carreño, premio Nadal de 1949.

## Concepto del términonovela social
Cuando hablamos de realismo social lo hacemos con un doble significado del término: en estas novelas hay una denuncia social, pero también cambia el personaje central, ahora será la sociedad en su sentido más amplio. Estas novelas continúan con el tremendismo de la etapa anterior, pero al protagonista individual, con sus problemas existenciales y su sentimiento de vacío existencial, lo sustituye un protagonista colectivo. Hay en conjunto una serie de rasgos comunes a todos estos autores: el sentimiento de solidaridad y compasión con las capas más humildes de la sociedad, la visión crítica de la estructura social del momento y el deseo de conseguir un cambio en ella. Surgen muy pronto manifiestos de intenciones, y en 1957 Josep Maria Castellet, crítico de origen catalán, se erige como portavoz del grupo en La Hora del Lector.

## Antecedentes más inmediatos
Examinada la narrativa española de los años inmediatamente anteriores a la Guerra Civil desde un prisma actual (dos últimas décadas del siglo XX y dos primeras del siglo XXI), hay un importante consenso en la consideración de que durante las décadas de 1920 y 1930 se produjeron en España un cierto número de obras narrativas cuya finalidad principal era denunciar algunos de los importantes problemas sociales y políticos de la España de esos años, y en las que según algunos historiadores y críticos de la literatura española de ese periodo ya estarían presentes algunos de los rasgos principales del realismo social característico de la novela española de posguerra. Estos autores, aunque no fueron muchos en número, produjeron un conjunto de obras dignas de consideración. Entre ellos podemos destacar a los siguientes: José Díaz Fernández (El blocao, 1928, sobre la guerra de Marruecos; La venus mecánica, 1929; Octubre rojo en Asturias, 1935; o un ensayo fundamental, El nuevo romanticismo. Polémica de arte, política y literatura, 1930); César M. Arconada (La Turbina, 1930; Los pobres contra los ricos, 1933; Reparto de tierras, 1934); Luisa Carnés (Natacha, 1930; Tea Rooms. Mujeres obreras, 1934); Ramón J. Sender (Imán, 1930; O.P., 1931; Siete domingos rojos, 1932; Viaje a la aldea del crimen-Casas Viejas-, 1934); Manuel Domínguez Benavides (Un hombre de treinta años, 1933; El último pirata del Mediterráneo, 1934, sobre el financiero Juan March; La revolución fue así. (Octubre rojo y negro), 1935), Andrés Carranque de Ríos (Uno, 1934; La vida difícil, 1935 ; Cinematógrafo, 1936); Joaquín Arderíus (La espuela, 1927; Campesinos, 1931; Crimen, 1934).